# Zvonimir Vukić
Zvonimir Vukić (szerb cirill betűkkel Звонимир Вукић; Nagybecskerek, 1979. július 19. – ) szerb válogatott labdarúgó.

## Pályafutása

### Klubcsapatban
Pályafutását szülővárosában kezdte, a Proleter Zrenjaninban. 1998-ban Spanyolországba szerződött, ahol az Atlético Madrid B csapatánál töltött két évet. 2000-ben hazatért a Partizánhoz, mellyel bajnokságot és kupákat nyert. A 2002–03-as idény legeredményesebb játékosa volt 22 góllal. 2003-tól 2008-ig az ukrán Sahtar Doneck játékosa volt. 2005-ben a Portsmouthnak, 2006-ban a Partizánnak adták kölcsön. 2008 és 2010 között az FK Moszkvában szerepelt Oroszországban. 2011 és 2012 között ismét a Partizánban játszott. 2013-ban a görög PAÓK Szaloniki szerződtette, ahol egy évet töltött. 2014-ben a Vériához igazolt. 2015-ben vonult vissza az aktív játéktól.

### A válogatottban
2003 és 2006 között 26 alkalommal szerepelt a szerb-montenegrói válogatottban és 6 gólt szerzett. Részt vett a 2006-os világbajnokságon, ahol az Argentína elleni csoportmérkőzésen csereként lépett pályára. Hollandia és Elefántcsontpart ellen nem kapott lehetőséget.

## Sikerei, díjai
FK Partizan
- Szerbia és Montenegró-i bajnok (2): 2001–02, 2002–03
- Szerbia és Montenegró-i kupagyőztes (1): 2000–01
- Szerb bajnok (2): 2010–11, 2011–12
- Szerb kupagyőztes (1): 2010–11

Sahtar Doneck
- Ukrán bajnok (2): 2004–05, 2007–08
- Ukrán kupagyőztes (2): 2003–04, 2007–08
- Ukrán szuperkupagyőztes (1): 2005

Egyéni
- A Szerbia és Montenegró-i bajnokság gólkirálya (1): 2002–03 (22 gól)